# Oswald Achenbach
Oswald Achenbach   (Düsseldorf, 2 de febrer de 1827 - Düsseldorf, 1 de febrer de 1905) va ser un pintor alemany associat a l'escola de pintura de Düsseldorf. Encara que avui dia és poc conegut, durant la seva vida va ser comptat entre els paisatgistes més importants d'Europa. A través de les seves activitats docents, va influir en la Kunstakademie de Düsseldorf. El seu germà, Andreas Achenbach, que era dotze anys més gran, també es trobava entre els paisatgistes alemanys més importants del segle xix. Els dos germans van ser anomenats amb humor "la A i la O dels paisatges" (una referència a les seves inicials que coincideixen amb una referència alemanya comuna a l'Alfa i omega).

## Biografia

### Família

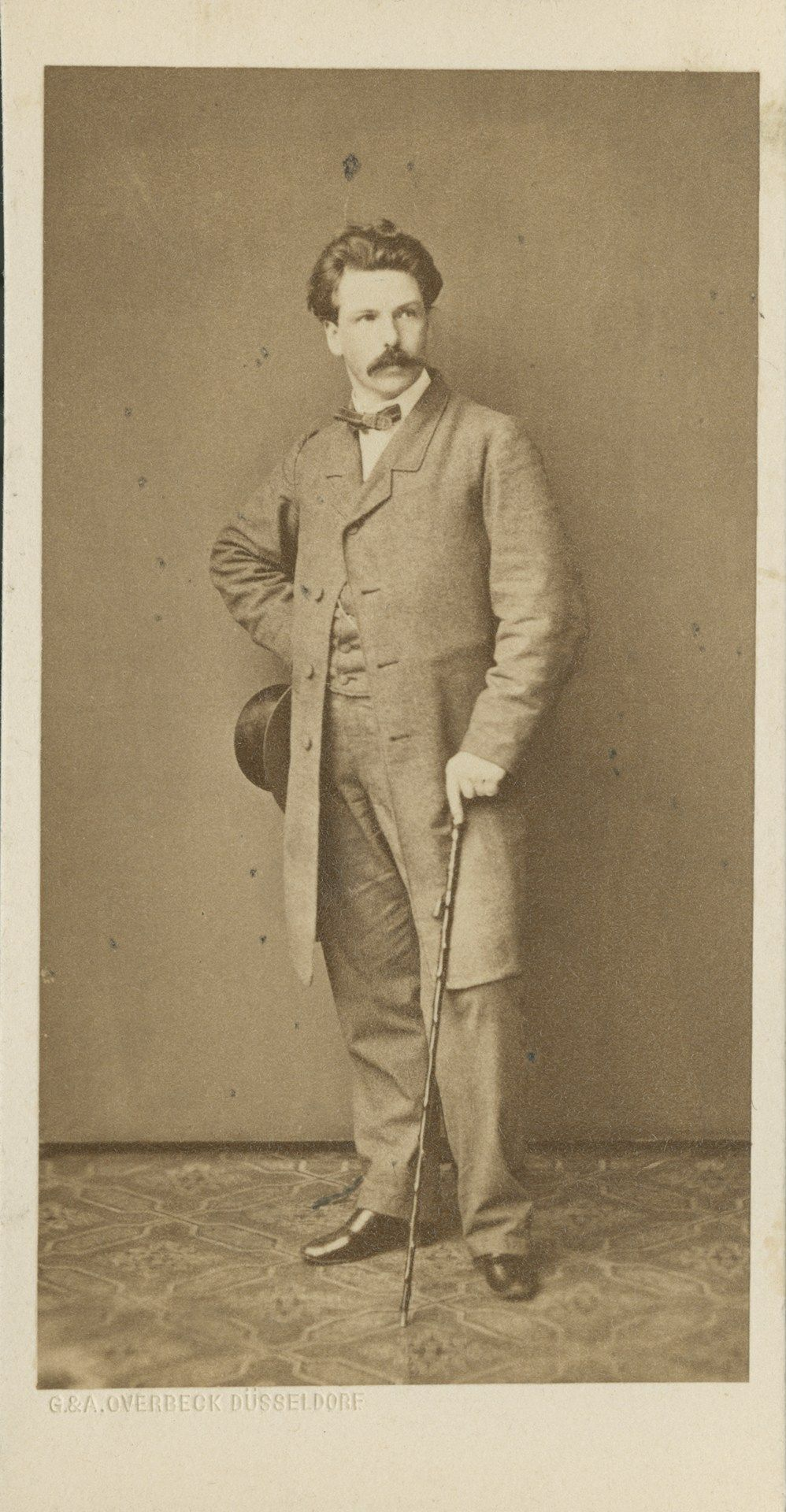
Oswald Achenbach per G. & A. Overbeck (empresa), c. 1868

Oswald Achenbach va ser el cinquè de deu fills. Els seus pares eren Herman i Christine (de soltera Zülch). Poc de la família feia pensar que produiria dos dels pintors més importants del segle. Hermann Achenbach va treballar en una sèrie de feines, incloent cervesera i vinagre, propietari d'hostals i comptable. Durant la primera infància d'Oswald, la família es va traslladar a Múnic on va assistir a l'escola primària durant almenys un curt període. No se sap exactament quan va tornar la seva família a Düsseldorf.

### Primers anys

#### Estudiant a la Kunstakademie

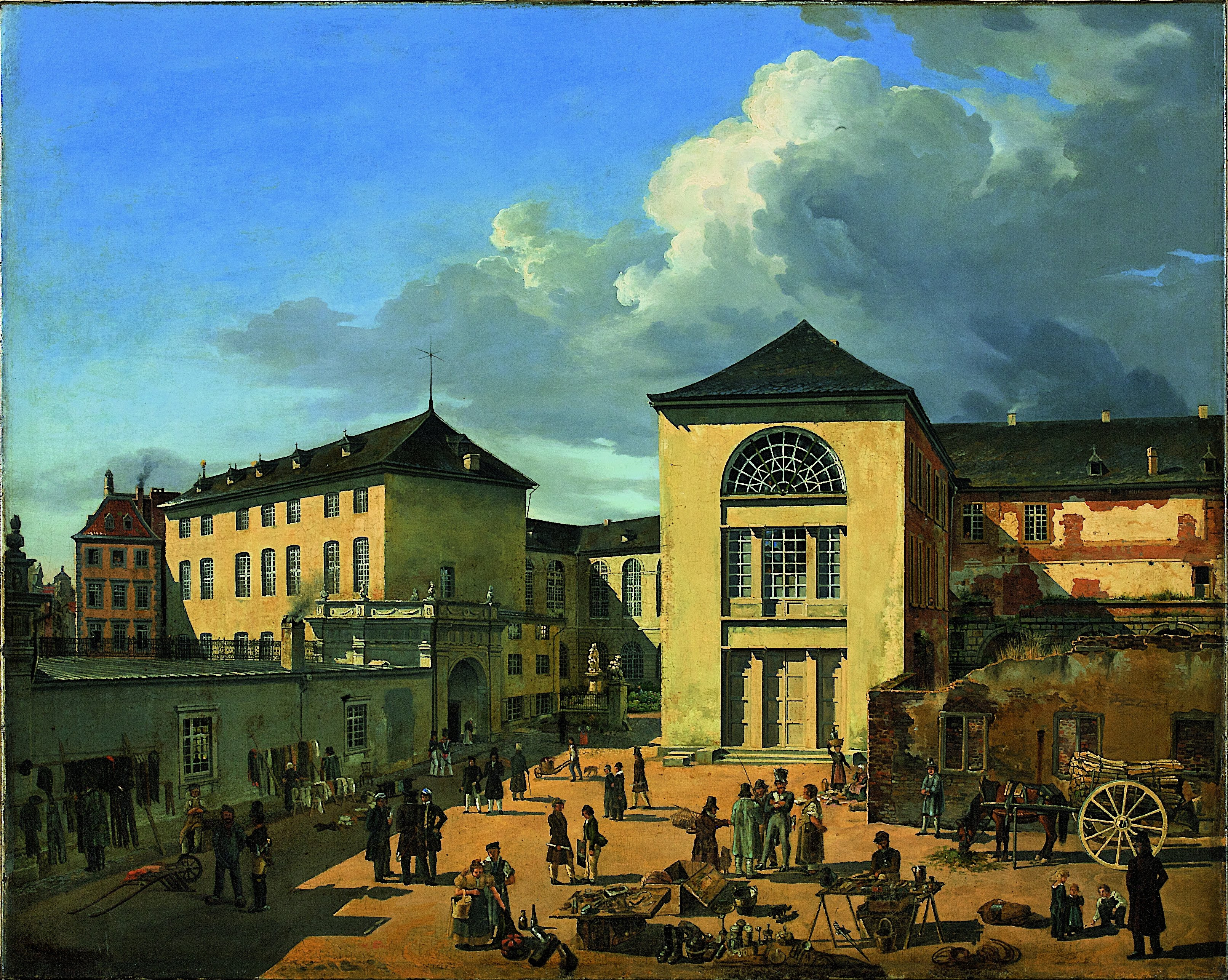
Andreas Achenbach. El pati de l'Acadèmia (The Old Academy in Düsseldorf), 1831, representa l'Acadèmia poc abans que Oswald comencés a estudiar-hi. Museum Kunstpalast, Düsseldorf.

El 1835, a l'edat de vuit anys, Achenbach es va inscriure a la classe elemental de la Kunstakademie Düsseldorf (Acadèmia d'Art). Tècnicament, això infringia els estatuts de l'Acadèmia, que requerien una edat mínima de dotze anys. Hi va continuar fins al 1841. Va ser alumne a la classe de primària, on va ser instruït en els conceptes bàsics de dibuix, i després va passar un any a la classe d'arquitectura. Això tampoc no corresponia al currículum normal tal com es descriu als estatuts. Les raons del tractament d'Achenbach no es coneixen del tot. Possiblement, els estatuts eren a la pràctica meres directrius i sovint es feien excepcions, o potser només per a estudiants molt dotats com Achenbach.
Tampoc és clar per què Achenbach va abandonar l'Acadèmia el 1841. Pels seus quaderns de dibuix, sabem que durant aquest període havia realitzat estudis intensius de natura als voltants de Düsseldorf.

#### Els primers viatges

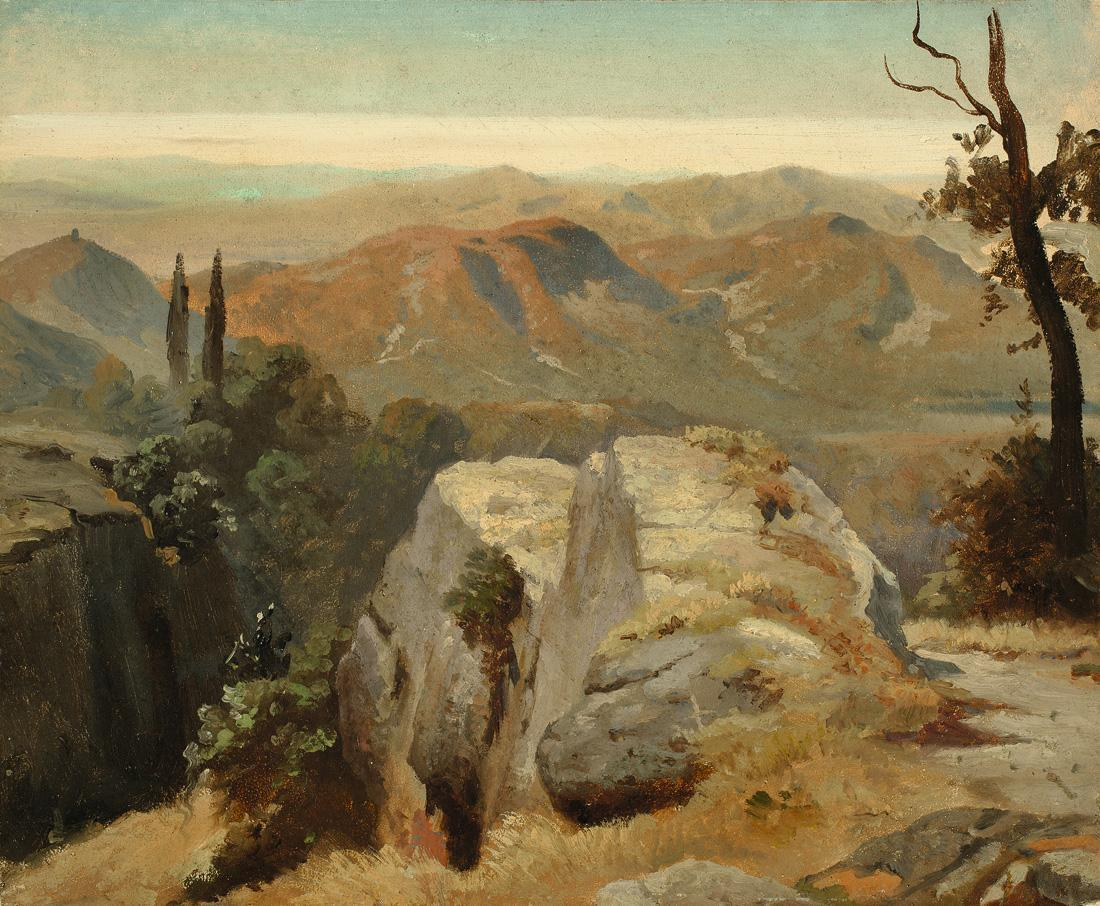
Estudi de l'Alta Itàlia, 1845, oli sobre paper muntat sobre cartró. Aquest estudi es va fer durant el viatge d'Achenbach el 1845 al nord d'Itàlia.

El 1843, Achenbach, de setze anys, va començar un viatge de diversos mesos per l'Alta Baviera i el Tirol del Nord durant el qual va continuar els seus estudis de natura. Les seves primeres obres conegudes a l'oli també provenen d'aquest període. El 1845. Achenbach va emprendre un viatge amb el seu amic i posterior estudiant Albert Flamm al nord d'Itàlia. Les pintures que Achenbach va completar d'aquest període consisteixen principalment en motius paisatgístics italians.
Poques de les pintures d'Achenbach d'abans de 1850 sobreviuen avui dia. No obstant això, els que sí indiquen que les seves primeres eleccions de matèria i tècnica van estar molt influenciades per les idees que s'ensenyaven a les acadèmies d'art de l'època. La influència de Johann Wilhelm Schirmer i Carl Rottman es pot veure en aquestes pintures. En els estudis d'oli que Achenbach va completar durant aquests viatges, es va adherir molt al paisatge i es va preocupar pels detalls de la vegetació típica italiana. Els motius i figures arquitectòniques tenen un paper molt menor que el que tindrien en la seva obra més madura.

#### Achenbach a la vida cultural a Düsseldorf
Fins ben entrat el segle XIX, l'educació artística a Alemanya i bona part d'Europa va estar fortament influenciada per les "Kunstakademien", o acadèmies d'art. No obstant això, sobretot al segle XIX, aquestes acadèmies s'havien tornat extremadament formals i rígides i no eren molt sensibles a les noves direccions artístiques. Les acadèmies també organitzaven les grans exposicions d'art, a través de les quals els artistes venien principalment la seva obra. Els artistes els estils dels quals s'oposaven a les idees de les acadèmies no es van exposar i, per tant, en general tenien molt poques oportunitats de vendre la seva obra. A principis del segle XIX, artistes individuals i representants de moviments artístics sencers van començar a oposar-se a la cultura i els conceptes de les Acadèmies.
Achenbach va ser un dels artistes que es va oposar a la Kunstakademie Düsseldorf i es va convertir en un dels primers membres de dues associacions de Düsseldorf, a les quals s'havien unit molts artistes afins. La primera va ser l'"Associació d'artistes de Düsseldorf per a l'ajuda i el suport mutu" i l'associació " Malkasten " ("Caixa de pintura") que es va fundar l'11 d'agost de 1848 amb Achenbach com un dels signants originals del document fundacional. Aquestes associacions van organitzar conjuntament obres de teatre, organitzar vetllades musicals i fer exposicions. En molts esdeveniments, Achenbach va participar activament, dirigint, interpretant o posant en escena obres de teatre. Achenbach estava particularment vinculat a "Malkasten" i va romandre connectat amb ell fins al final de la seva vida.
L'any 1850, les seves pintures van ser exposades a les exposicions de la recentment fundada galeria de Düsseldorf d’Eduard Schulte. La galeria de Schulte va mostrar les obres d'artistes que eren independents de l'Acadèmia i van tenir un paper important en l'èxit econòmic inicial d'Achenbach. Es va convertir en una de les principals galeries alemanyes i més tard va establir sucursals a Berlín i Colònia.

### Primer gran viatge italià

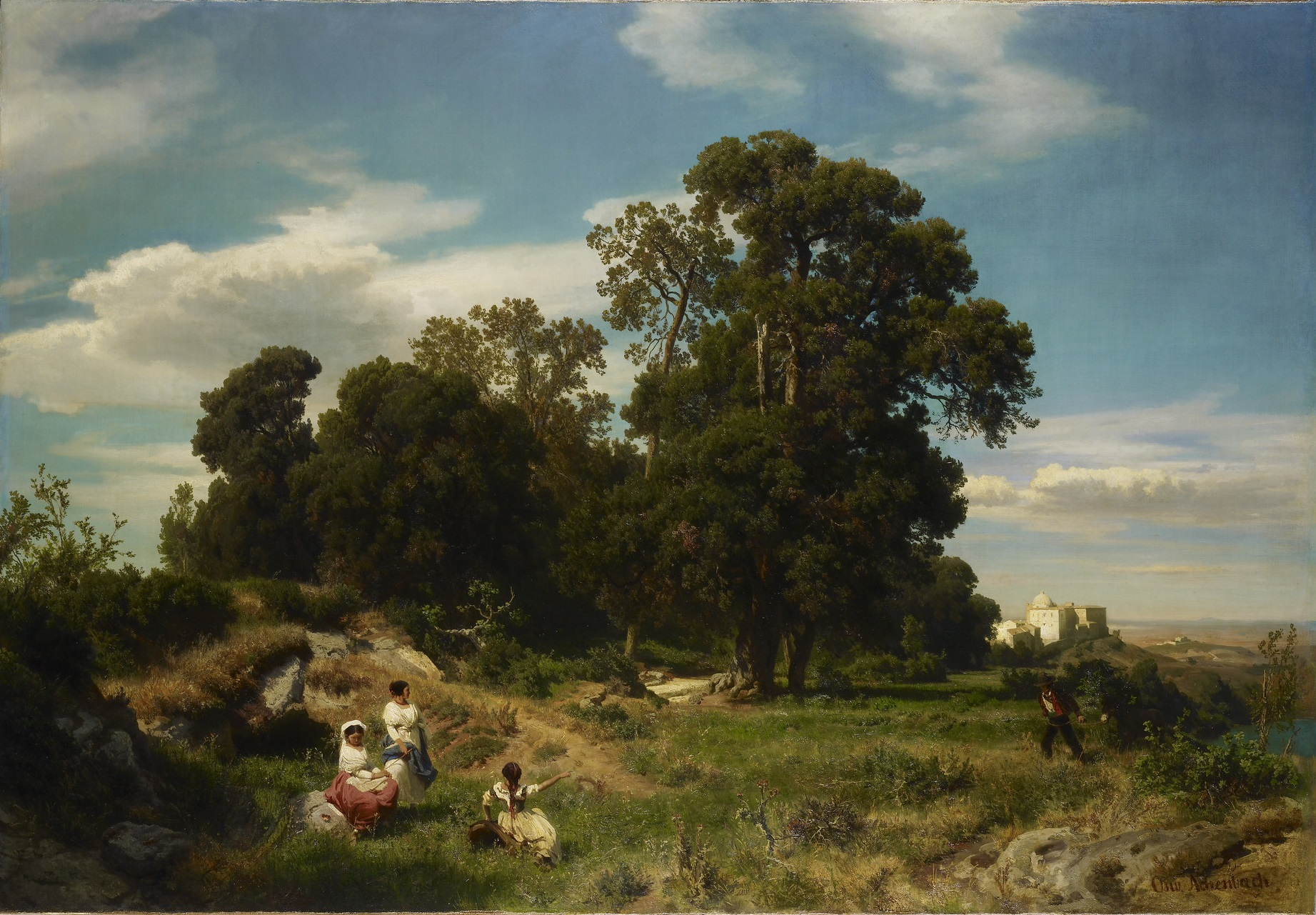
Matí, 1854. Col·lecció Reial, Castell de Windsor.

L'estiu de 1850, Achenbach va emprendre un viatge a Itàlia, incloent Nizza, Gènova i Roma. Juntament amb Albert Flamm, va viatjar des de Roma al camp dels voltants i va visitar les zones on s'havien inspirat els paisatgistes anteriors. Durant el viatge va conèixer millor diversos altres pintors, com Arnold Böcklin, Ludwig Thiersch i Heinrich Dreber amb qui va passar una llarga estona a Olevano. Thiersch va comentar una vegada com els artistes processaven de manera diferent les seves impressions dels paisatges: Dreber va dibuixar elaborats esbossos a llapis, Böcklin simplement es va deixar experimentar l'entorn i va registrar relativament poc al seu quadern de dibuixos, mentre que Achenbach i Flamm van pintar estudis a l'oli a l'aire lliure. Els estudis supervivents d'Achenbach mostren que no estava massa interessat en els detalls, sinó que es concentrava en els colors i les formes característics i la distribució de la llum i l'ombra. Es va centrar en les seves impressions de color, posant capes de pintura de diferents gruixos una sobre l'altra per trobar el to desitjat.

### Matrimoni i reconeixement creixent

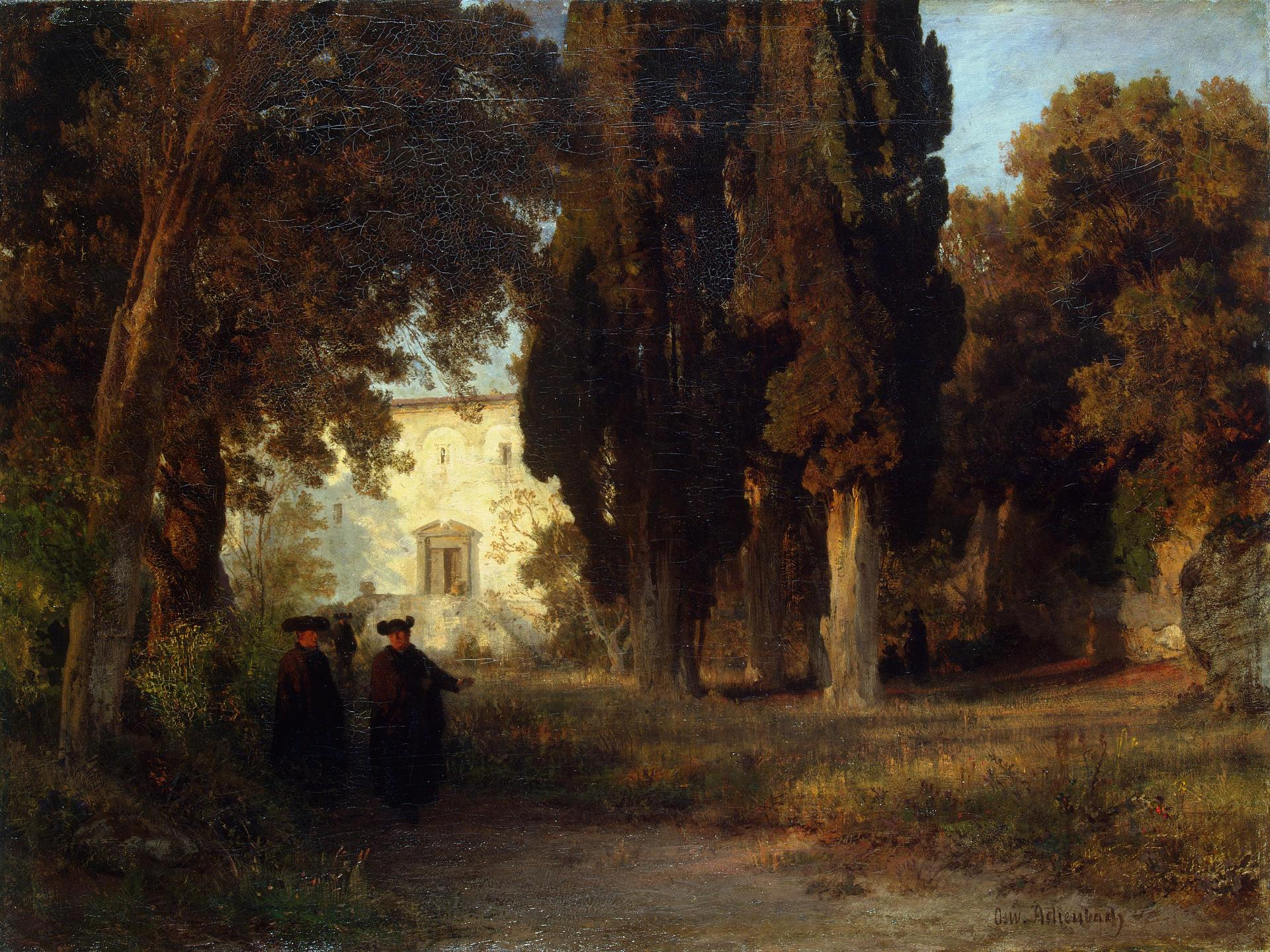
Klostergarten (Jardí d'un monestir) 1857, Museu de l'Ermitage, Sant Petersburg

El 3 de maig de 1851, Achenbach es va casar amb Julie Arnz, amb qui estava compromès des de 1848. Era filla d'un editor de Düsseldorf, que va publicar, entre altres publicacions periòdiques, el Düsseldorf Monathefte i el Düsseldorf Monatsalbum. Achenbach va contribuir a tots dos amb litografies de les seves pintures, esbossos i altres obres. Al mateix temps va començar a agafar els seus primers alumnes. Entre 1852 i 1857 la parella va tenir quatre filles, seguida d'un fill el 1861. El fill d'Achenbach, Benno von Achenbach, seria un innovador important en l'esport eqüestre de la conducció combinada i va ser ennoblit per les seves contribucions a això per Guillem II.
En aquest moment, la pintura d'Achenbach ja era coneguda internacionalment. El 1852, als 25 anys, l'Acadèmia d'Art d’Amsterdam l'havia admès com a membre. Diverses de les seves obres van ser exposades a l'Exposició Universal de 1855 i van tenir molt bona acollida. El 1859, va ser honrat amb una medalla d'or a l'Exposició del Saló de París. El 1861 se li va concedir la condició de membre honorari de l'Acadèmia de Sant Petersburg i el 1862 de l'Acadèmia d'Art de Rotterdam.

### Professor de Pintura de Paisatge
Després de 1860, la seva tècnica va experimentar un canvi en el que es considera el seu estil madur. Les pintures eren més tàctils, la pintura s'aplicava amb més textura i les pinzellades depenien menys del tema representat. En algunes parts d'algunes pintures, Achenbach va prescindir cada cop més de figures detallades. Aquest canvi de tècnica pot tenir a veure amb la influència de Gustave Courbet. Els seus temes preferits van continuar sent els paisatges italians i les escenes camperoles, que va potenciar i idealitzar amb la seva il·luminació.
El març de 1863, Achenbach es va convertir en el professor de pintura de paisatge a la Kunstakademie Düsseldorf. Acceptar això representava una elevació social i també una seguretat financera. També sembla estar en contradicció amb la seva oposició anterior. Tanmateix, des que Friedrich Wilhelm Schadow va deixar el càrrec de director el 1859, els conflictes tant dins de l'Acadèmia com també entre l'Acadèmia i els artistes independents havien disminuït. El nomenament d'Achenbach per a un càrrec va ser una decisió política conscient que reflectia la nova direcció de l'Acadèmia de Düsseldorf, per aconseguir una conciliació amb els artistes independents.
El mateix any, Achenbach va ser nomenat Cavaller de la Legió d'Honor per Napoleó III i de 1863 a 1868 els seus pintors es van mostrar al Saló de París. Juntament amb l'Orde de Guadalupe de l'emperador Maximilià I de Mèxic i 1866 i la Creu de Cavallers, Primera Classe de l’Orde de Sant Miquel del jurat de l'Exposició Internacional d'Art de Múnic el 1869, aquest va ser un dels majors honors de la seva carrera. Aquest reconeixement per als artistes durant aquest període no era estrany, però van contribuir significativament a la fama d'Achenbach, van confirmar el seu reconeixement com a artista i van ser importants per al seu èxit comercial.

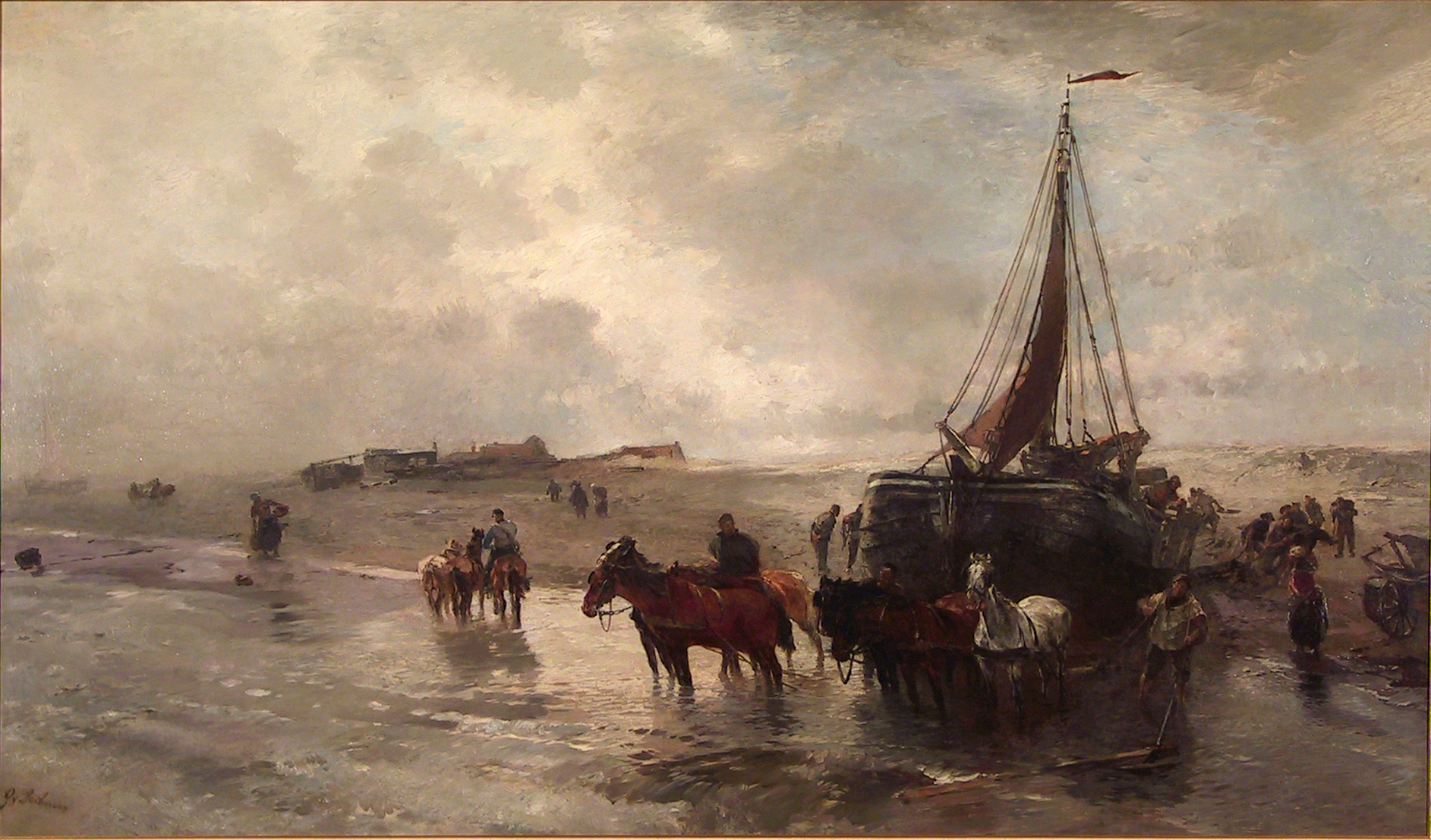
Gregor von Bochmann, El llançament d'un vaixell de pesca a Holanda, 1888

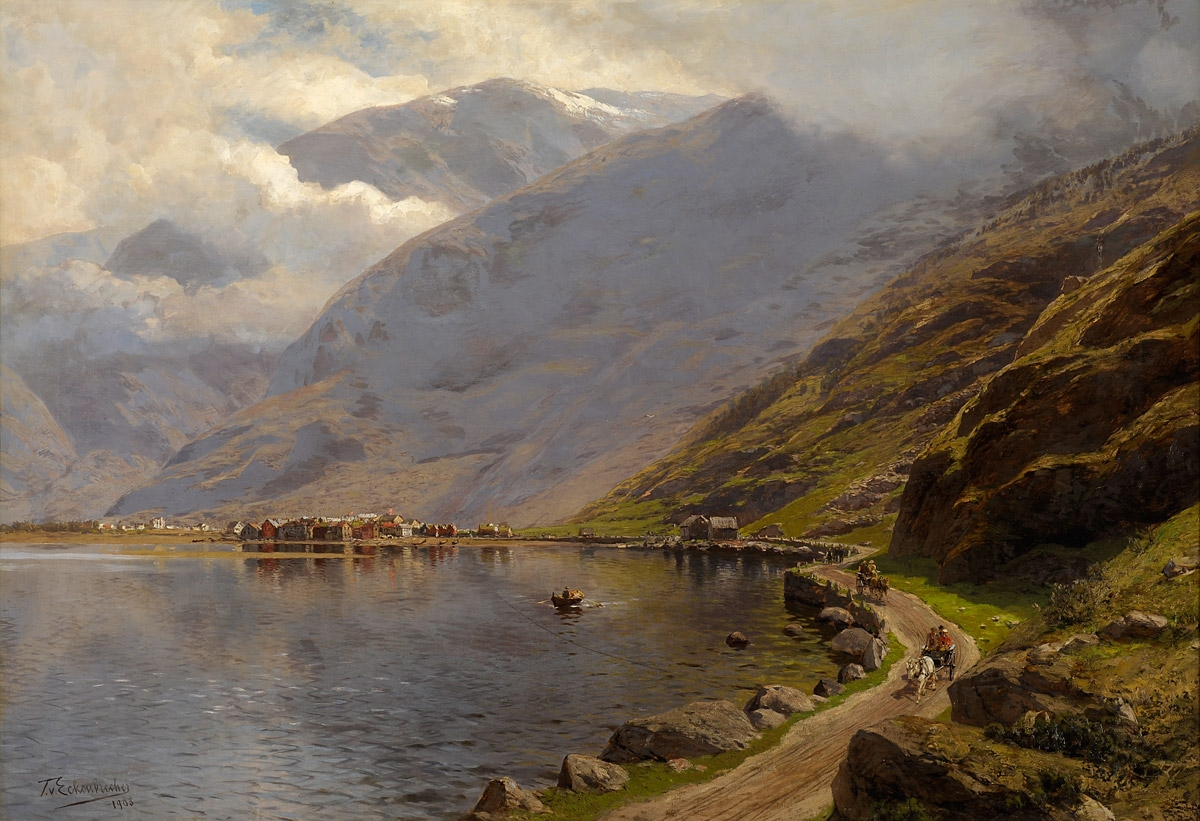
Themistokles von Eckenbrecher. Fiord de Lerdal Soeren, Noruega, 1908

Achenbach va seguir a Hans Gude com a professor de pintura de paisatge a l'Acadèmia. Després de 1866 va ensenyar una de les molt apreciades "Clases magistrals". Entre els seus alumnes més coneguts es troben Gregor von Bochmann, Arthur Calame, Themistokles von Eckenbrecher, Arnold Forstmann, Theodor Hagen, Louis Kolitz, Ascan Lutteroth i Carl Seibels. Als seus alumnes, va destacar sobretot el paper decisiu de la llum i la foscor per a la composició dels quadres. Per a ell era més important que l'elecció del tema. En conseqüència, va aconsellar als seus estudiants que es familiaritzessin amb les pintures de JMW Turner. També va recomanar les obres del seu germà Andreas.
Durant la seva càtedra, Achenbach va continuar realitzant molts viatges. Aquests inclouen llargues estades al bosc de Teutoburg i Suïssa. El 1871 ell i la seva família van passar gairebé nou mesos a Itàlia, incloent Castellammare di Stabia, Amalfi, Capri i Ischia, i diverses setmanes a Sorrento. Durant aquest temps Theodor Hagen i Albert Flamm van ocupar el seu lloc a l'Acadèmia.
Després de 1860, la seva tècnica va experimentar un canvi. Les pintures eren més tàctils, la pintura s'aplicava amb més textura i les pinzellades depenien menys del tema representat. En algunes parts d'algunes pintures, Achenbach va prescindir cada cop més de figures detallades. Aquest canvi de tècnica pot tenir a veure amb la influència de Gustave Courbet. Els seus temes preferits van continuar sent els paisatges italians i les escenes camperoles, que va potenciar i idealitzar amb la seva il·luminació.

### Anys posteriors

Focs artificials a Nàpols, 1875, Museu de l'Ermitage, Sant Petersburg

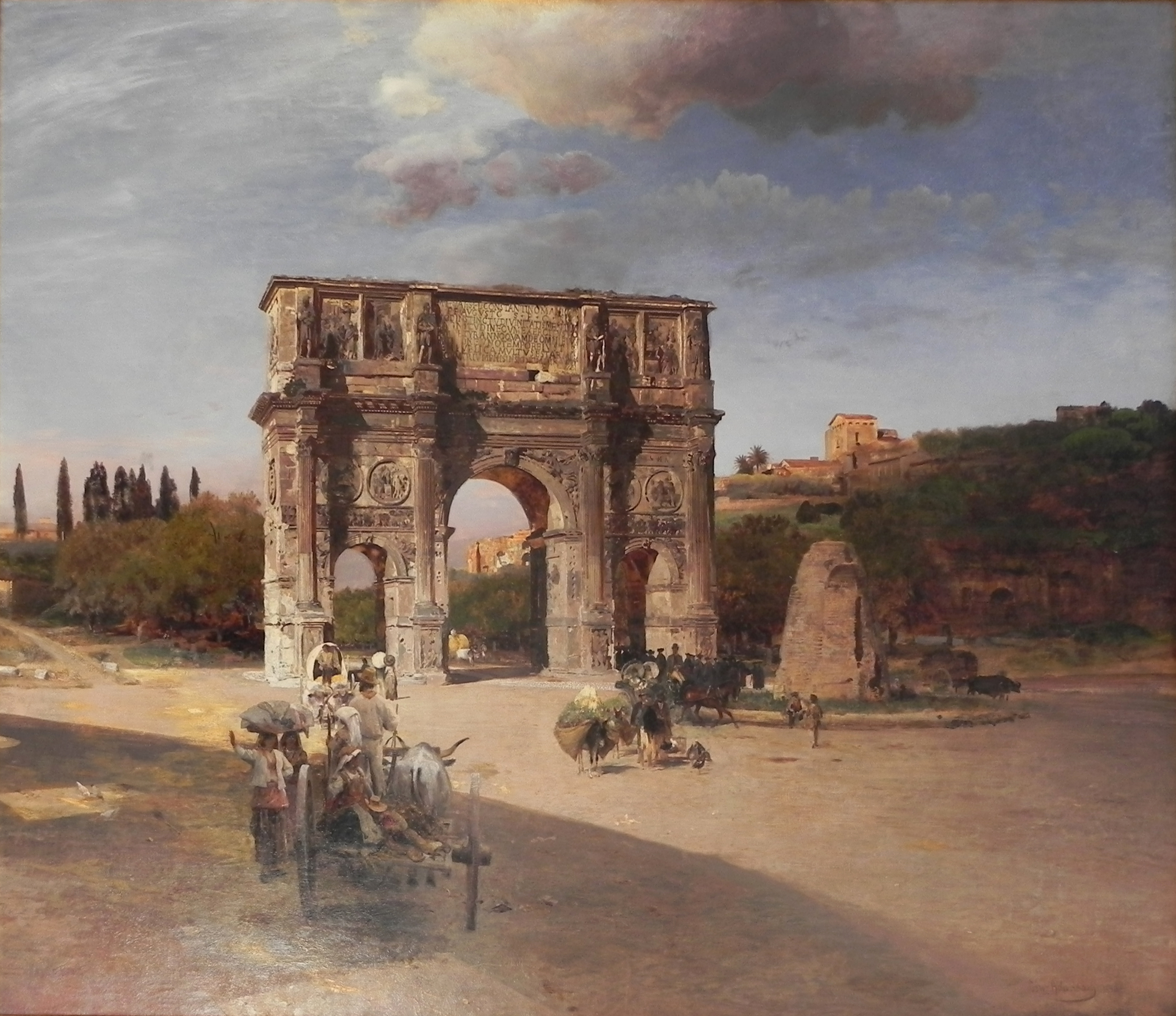
Arc de triomf de Constantí a Roma, 1886, Alte Nationalgalerie, Berlín

Achenbach va abandonar la seva càtedra a l'Institut el 1872. Havia presentat la seva dimissió una vegada abans, el 1869, però la va retirar. Havia sentit que el seu ensenyament limitava el seu propi treball artístic.
En els anys següents, Achenbach va fer nombrosos viatges. L'últim gran viatge a Itàlia va començar a principis d'estiu de 1882 i va visitar Florència, Roma, Nàpols i Sorrento. El 1884 i el 1895 va fer viatges al nord d'Itàlia. Havia planejat un viatge el 1897 a Florència, però el va cancel·lar per malaltia.
El 1897 Achenbach va ser nomenat ciutadà honorari de Düsseldorf en reconeixement dels seus més de 50 anys de compromís en diverses institucions i associacions de Düsseldorf. Durant molts anys havia estat una de les principals personalitats de la ciutat. Aquesta alta posició social també havia implicat una casa molt gran i ostentosa on acollia artistes, escriptors, erudits, oficials militars i membres de la noblesa. Entre els seus convidats i mecenes més destacats hi havia Karl Anton, príncep de Hohenzollern. Tenir una llar així era car i va necessitar que Achenbach produís molts quadres. Com a artista reconegut, li va ser fàcil trobar compradors. El major nombre de les seves pintures, va provocar repeticions en la temàtica i els motius. Ja a la dècada de 1860 els crítics l'acusaven de "pintar fins a la mort" determinats temes.

### Obres posteriors
Com en els seus estudis sobre l'oli a la dècada de 1850, en les seves obres posteriors Achenbach va crear colors additivament, utilitzant el pinzell, la paleta i els dits. També va utilitzar la textura del llenç com a element de disseny. En algunes obres, les superfícies que es pinten de manera uniforme i acurada amb un pinzell fi es troben al costat dels llocs on la superfície de la pintura es veu o la pintura s'amuntega, donant a algunes obres una textura clarament notable.
Una altra característica de l'obra tardana d'Achenbach és que el nivell de detall no disminueix contínuament amb la perspectiva, sinó que reflecteix els seus objectius per a l'efecte global de la pintura. A més, mentre que en les seves pintures anteriors, els colors estaven atenuats i dominats pel to general, en obres posteriors, els contrastos accentuats tenen un paper important. Finalment, els colors pastel es van fer més habituals a les seves pintures a partir de mitjans de la dècada de 1880, mentre que en les seves primeres obres predominaven els tons més marrons.
Achenbach va morir a Düsseldorf l'1 de febrer de 1905, un dia abans del seu 78è aniversari. Va ser enterrat al cementiri del nord de Düsseldorf.

## Estudis i esbossos a l'oli

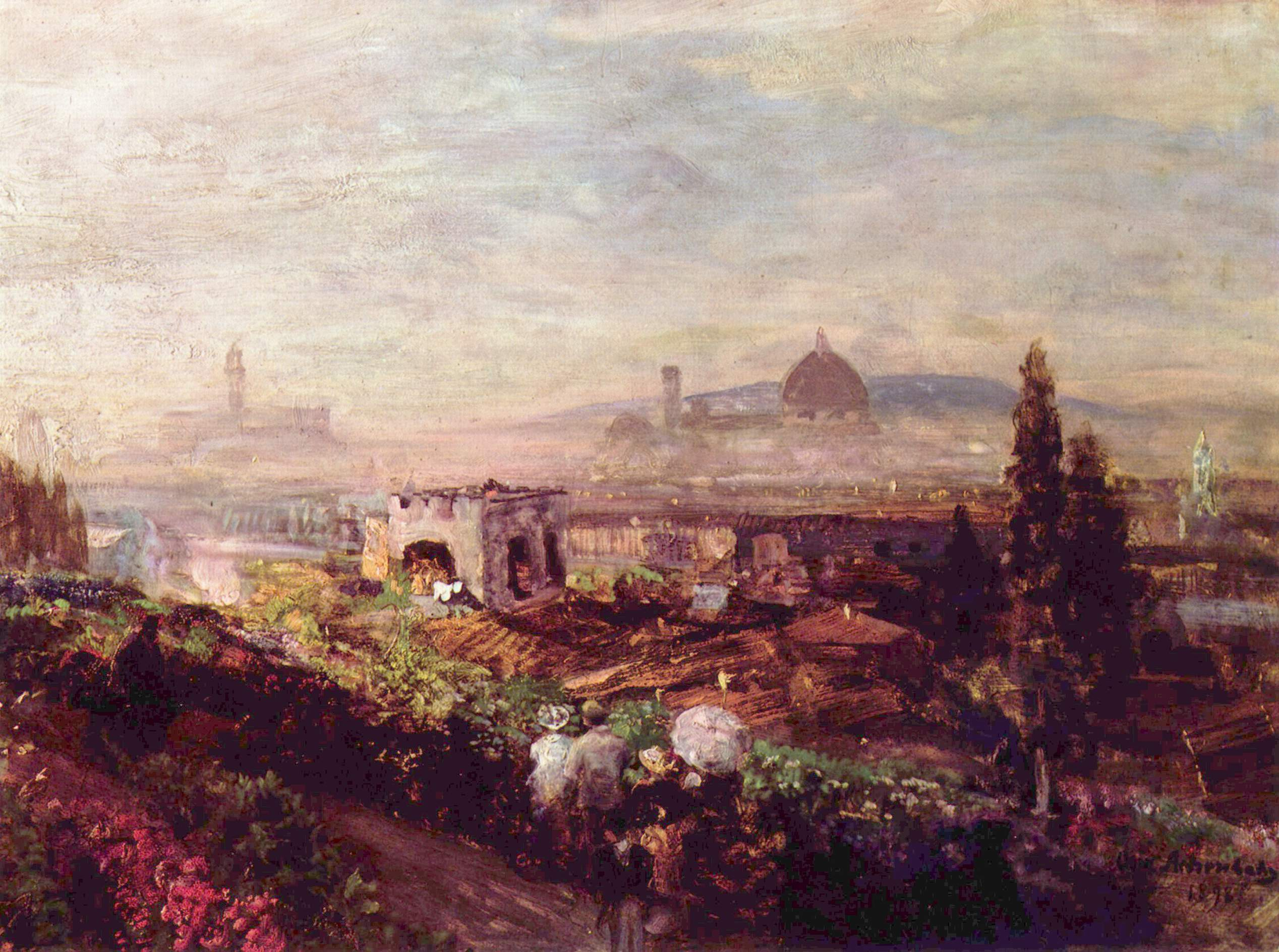
Vista de Florència, 1898, oli sobre fusta. Les obres posteriors d'Achenbach sovint mostren una qualitat menys formal i més esquemàtica. Museu Kunstpalast.

Durant la vida d'Achenbach, les seves pintures van ser vistes principalment en públic i, per tant, va ser vist com un pintor de "pintures de saló" o quadres "preparats per a la galeria" en l'obra dels quals no es reflectien els nous moviments artístics. Tanmateix, ja l'any 1876, a l'exposició anual a la Künstlerhaus de Viena, Achenbach va mostrar un estudi d'oli i també va mostrar les seves obres a l'"Exposició d'esbossos i estudis" a la Kunsthalle Düsseldorf Exponate el 1889. Les reaccions a aquests estudis van ser diferents. A Viena es van veure com una prova que Achenbach podia igualar els seus col·legues més joves. A Düsseldorf, un crític es va preguntar com es podrien desenvolupar "pintures meravelloses" a partir d'esbossos tan incomplets o imperfectes.
Els esbossos, els dibuixos i els estudis a l'oli van ser per a Achenbach, com amb altres pintors, principalment com a ajuda de memòria per a treballs posteriors a l'estudi. En el transcurs del seu desenvolupament, però, l'estil característic de l'esbós va trobar cada cop més un lloc a les seves pintures. Les cartes a la seva galeria contenen queixes perquè havia de pintar obres "acabades" per a exposicions. Va preferir treballar en la pintura inferior, que va desenvolupar el marc de la pintura posterior, més que en les formes detallades. Tanmateix, els gustos del mercat i les decisions de compra dels crítics influents encara exigien els quadres "perfeccionats" o "complets", i així ho feien les Galeries. A l'època, les pintures de John Constable i Charles-François Daubigny, avui molt apreciades, van ser criticades a causa de la seva esquemàtica.

## Influències

### Schirmer i Andreas Achenbach

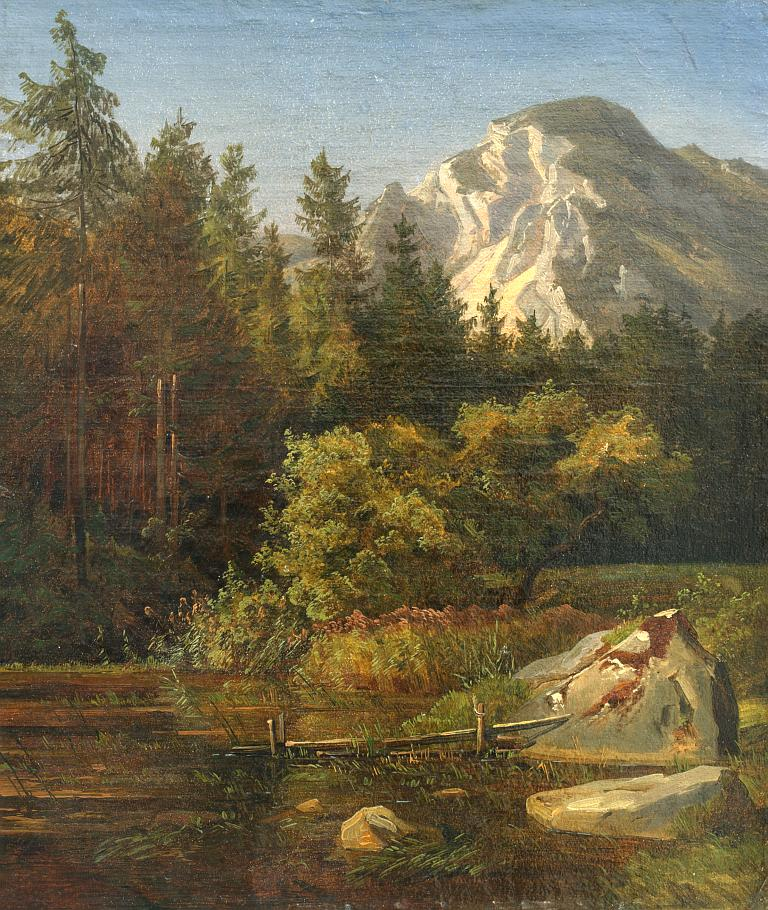
Johann Wilhelm Schirmer. Paisatge alpí, 1837. Aquesta pintura és il·lustrativa de l'estil de Schirmer.

Durant la seva educació, Achenbach maig va ser alumne de Johann Wilhelm Schirmer. No obstant això, té un artista que va passar la major part de la seva vida a Düsseldorf, no obstant això va tenir moltes oportunitats d'estudiar els seus quadres. A les pintures d'Achenbach de la dècada de 1840 i principis de la dècada de 1850, les pintures d'Achenbach contenen molts dels principis de composició de Schirmer. En les seves pintures posteriors, aquesta influència ja no és identificable.

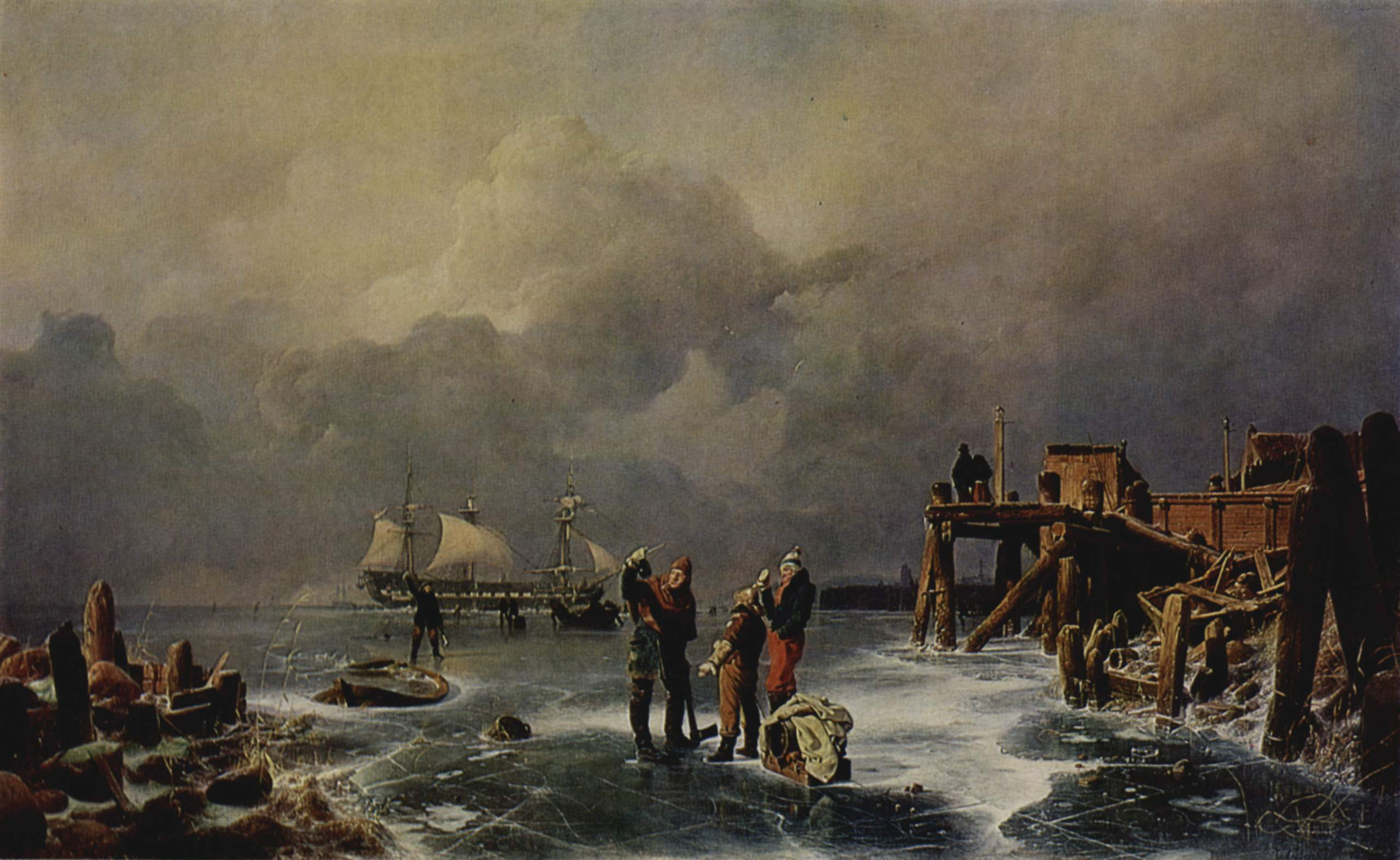
Ribera de l'oceà gelat (Paisatge d'hivern). 1839, el germà d'Oswald, Andreas, es va especialitzar més en paisatges marins.

La influència de Schirmer en les seves primeres obres es deu probablement al seu germà, dotze anys més gran, Andreas Achenbach, que també va estudiar a l'Acadèmia de Düsseldorf. Andreas va ser un estudiant de Schirmer i a partir de certes cartes es pot concloure que, almenys des de la dècada de 1840, Oswald estava rebent consells d'Andreas sobre la tècnica i, per tant, va ser influenciat indirectament per les opinions de Schirmer sobre la pintura. En el cim de la seva carrera, Oswald es va concentrar en les representacions de paisatges italians mentre Andreas mirava les escenes marines. En el tractament de la llum i del personal, les obres dels dos germans s'assemblen.

### Turner i Courbet

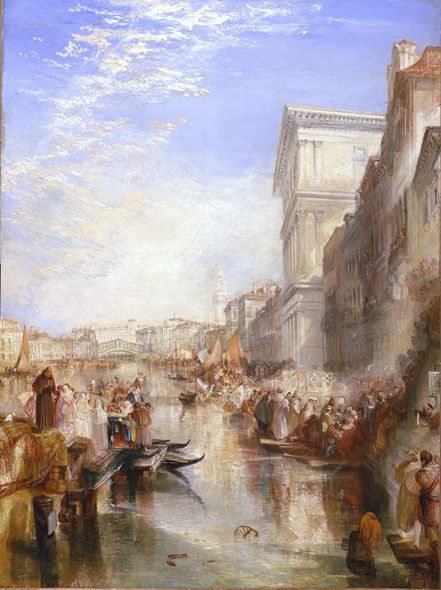
JMW Turner. El Gran Canal - Escena - Un carrer de Venècia. 1837. Achenbach va recomanar sovint als seus estudiants l'estudi de les pintures de Turner. Museu de l'Ermita.

En moltes ocasions, Achenbach va recomanar com a model el pintor anglès JMW Turner. És possible que maig hagués vist originals de l'obra de Turner, ja que maig va fer un viatge a Anglaterra. Probablement coneixia les pintures de Turner principalment a partir dels gravats d'acer publicats als llibres d'art de l'època. Per a Turner, com amb Achenbach, la llum va tenir un paper important. Dues pintures de Turner, Mercury i Argus i Dogana, i Madonna della Salute, Venècia ja es van reproduir en gravats el 1843. Presenten paisatges en què les formes i els objectes individuals només es representen de manera vaga. Achenbach maig va ser tan radical com Turner, però sobretot en les seves pintures posteriors a 1860 utilitza un estil pictòric similar en la representació d'objectes.

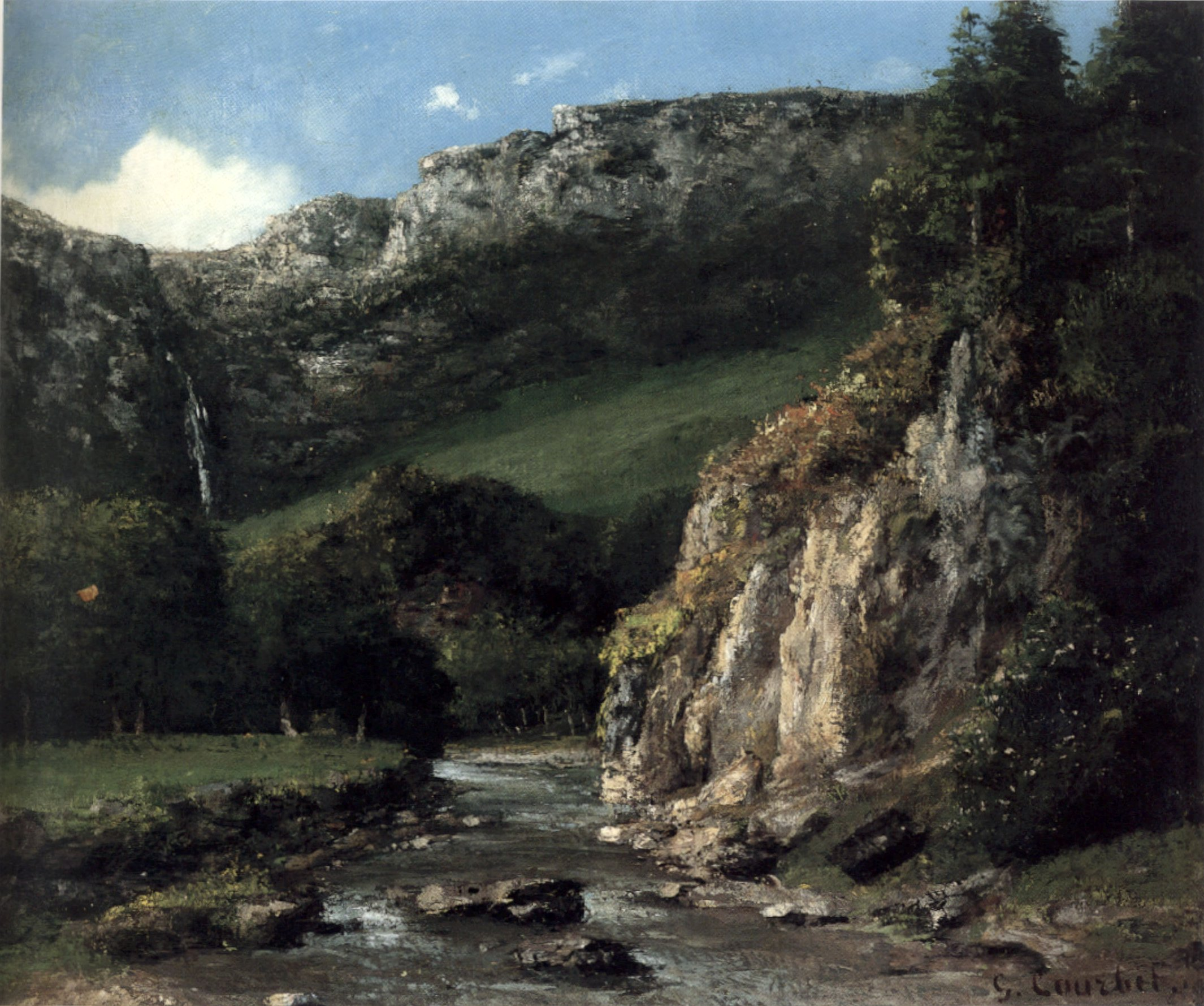
Gustave Courbet. Riera a la Serra del Jura (El Torrent). 1872. Museu d'Art de Honolulu.

Per contra, Achenbach probablement va tenir moltes oportunitats d'estudiar els originals de les obres de Gustave Courbet. Fins a la guerra francoprussiana de 1870 a 1871, Achenbach va estar en estret contacte amb l'escena artística de París. A l'Exposició Universal de París de 1855, quan es van mostrar els quadres d'Achenbach, també hi havia onze quadres de Courbet exposats. Courbet també tenia quaranta quadres al "Pavelló del Realisme" al mateix temps. El realisme radical de Courbet va guanyar molta atenció i és molt probable que Achenbach també va veure l'exposició de l'Associació d'Art de Frankfurt des de la primavera de 1858 fins al febrer de 1859 que va mostrar obres de Courbet i també la primera gran retrospectiva de Courbet que va ser paral·lela a l'Exposició Internacional de 1867. De manera semblant a Courbet, es troba a les obres d'Achenbach que sovint reuneixen elements solitaris que difereixen significativament en distància de la perspectiva del pintor. Tanmateix, mentre Courbet utilitzava una superfície més uniforme, la pintura d'Achenbach era més semblant a un relleu.

## Classificació de l'obra d'Achenbach
El realisme radical de Courbet va inspirar Achenbach i una sèrie d'altres pintors alemanys. L'anomenat "Cercle de Leibl" (després del pintor Wilhelm Leibl), incloent Wilhelm Trübner, Carl Schuch, Johann Sperl i durant un temps també Hans Thoma havien debatut intensament les obres de Courbet entre ells i es van inspirar per adoptar una tècnica de "pintura pura". En particular, Leibl va desenvolupar una tècnica de pinzell mitjançant la qual s'ignorava el material particular de l'objecte representat, i així apuntava ja en la direcció de l'abstracció.
Per contra, Achenbach va ser radical en la seva pinzellada i aplicació de pintura, però va mantenir els criteris formals de la composició tradicional. Això condueix a una classificació històrica de l'art molt diferent d'Achenbach. Alguns el veuen com un artista que va persistir en un estil totalment desenvolupat i per això es va estancar. Altres historiadors de l'art van donar a Achenbach un paper de mediador perquè presentava els valors tradicionals amb el seu propi estil i es va moure en la direcció de la modernitat. És indiscutible que els seus primers paisatges van ser pioners. Tanmateix, ja a principis del segle xx, va ser vist com un pintor que en les seves obres posteriors atenia els gustos públics i es va convertir en un representant típic del període Gründerzeit.
L'obra d'Achenbach consta d'uns 2.000 quadres. Aproximadament dos terços són de propietat privada. Les seves obres es troben a les col·leccions de molts museus, principalment a Alemanya, però també a Europa i Amèrica, com ara el Museu d'Orsay i l'Ermitage de Sant Petersburg.

## Galeria

Oswald Achenbach paintings
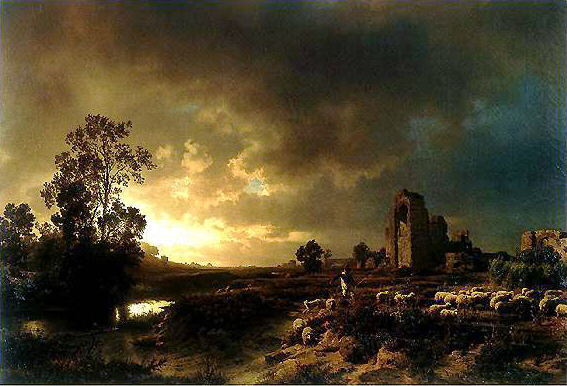
L'estat d'ànim del vespre a la Campagna 1850. Hessisches Landesmuseum Darmstadt, Darmstadt, Germany.
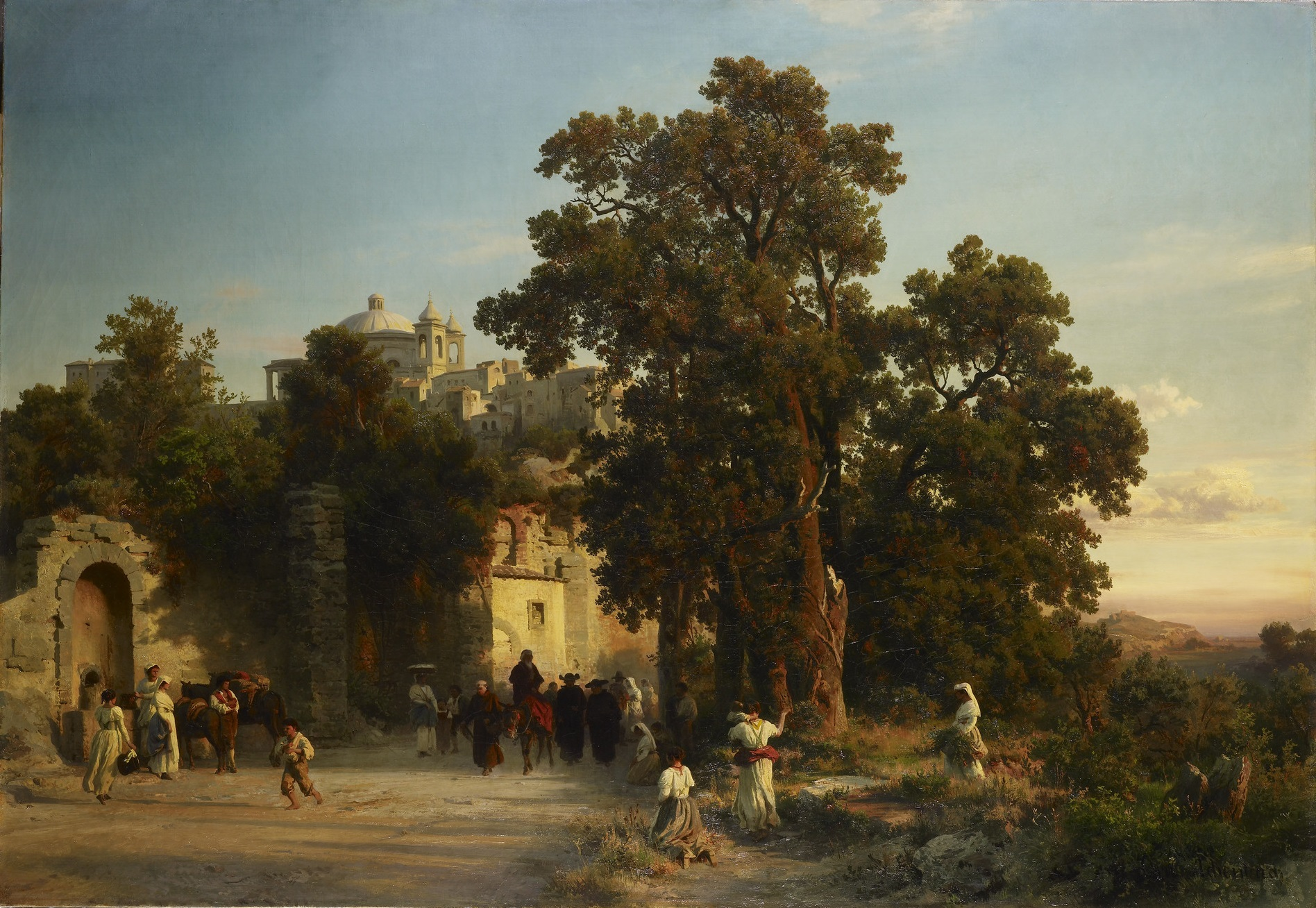
Tarda, 1854. Col·lecció Reial, Palau de Windsor..
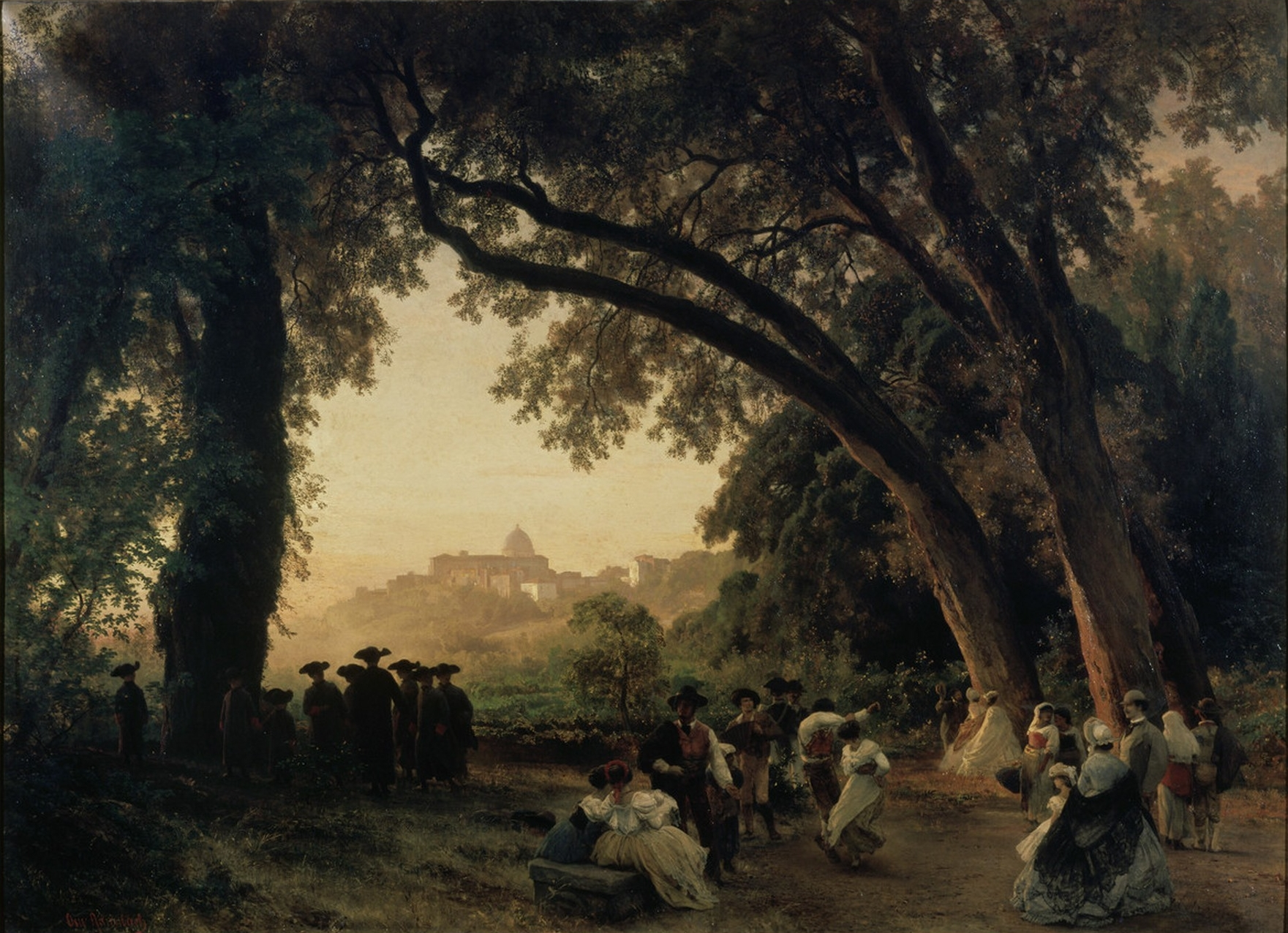
'Ball de Saltarello amb vista de Castel Gandolfo, 1865. Wallraf-Richartz Museum, Colònia (Alemanya)
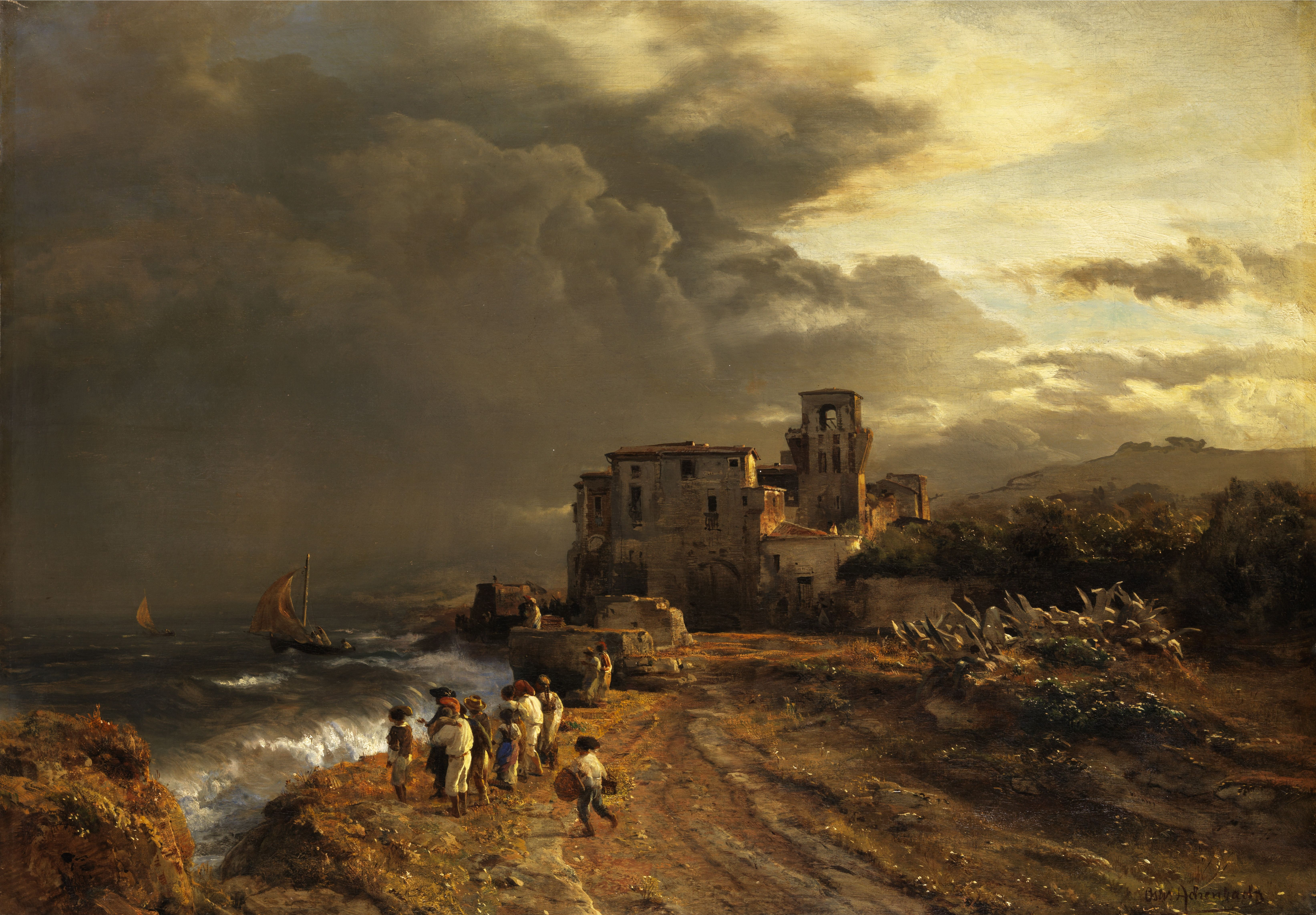
Tempesta en retirada a la costa italiana. Col·lecció particular.
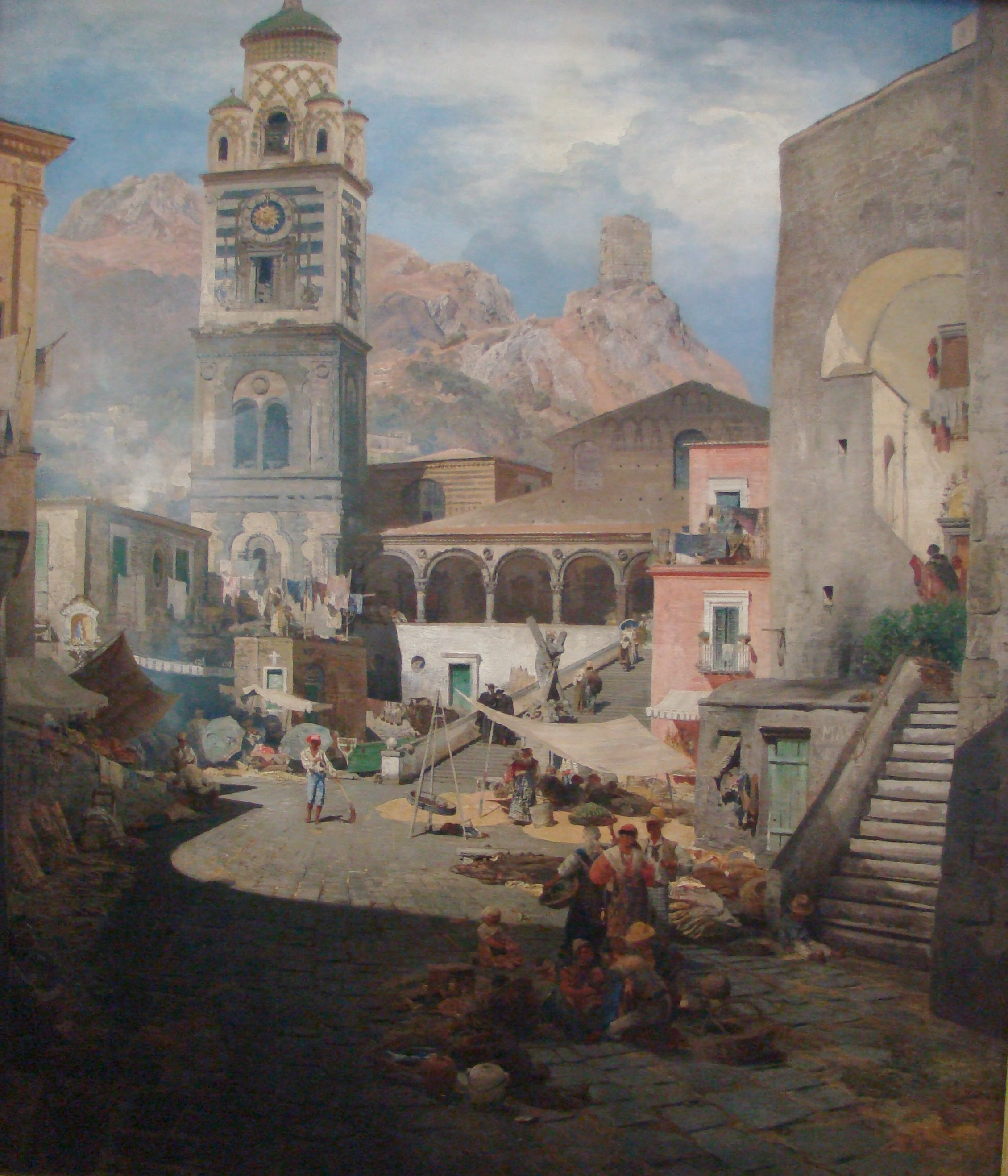
Plaça del Mercat d'Amalfi, 1876. Alte Nationalgalerie, Berlin.
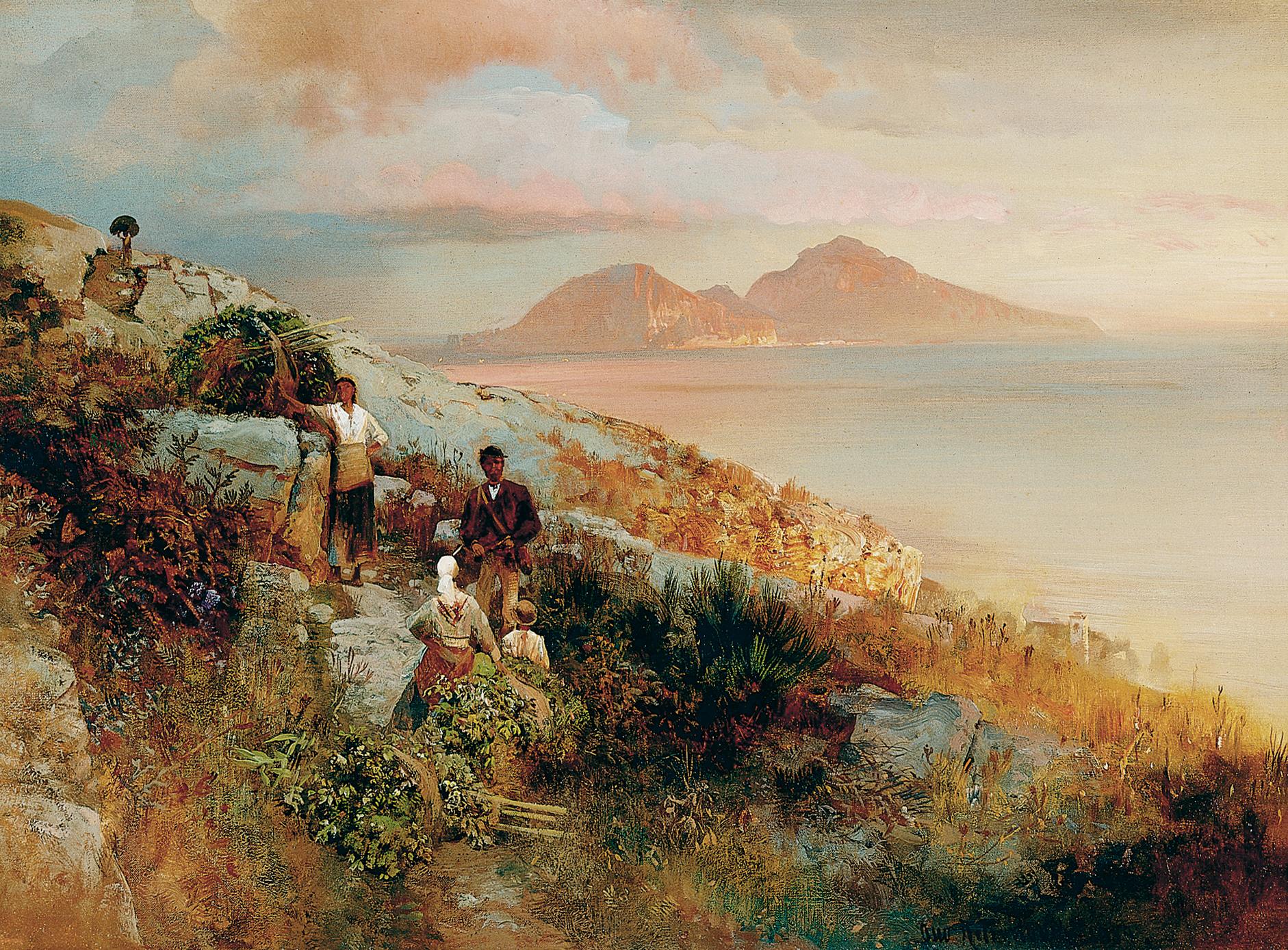
Vista de Capri, 1884. Von der Heydt Museum, Wuppertal, Alemanya.
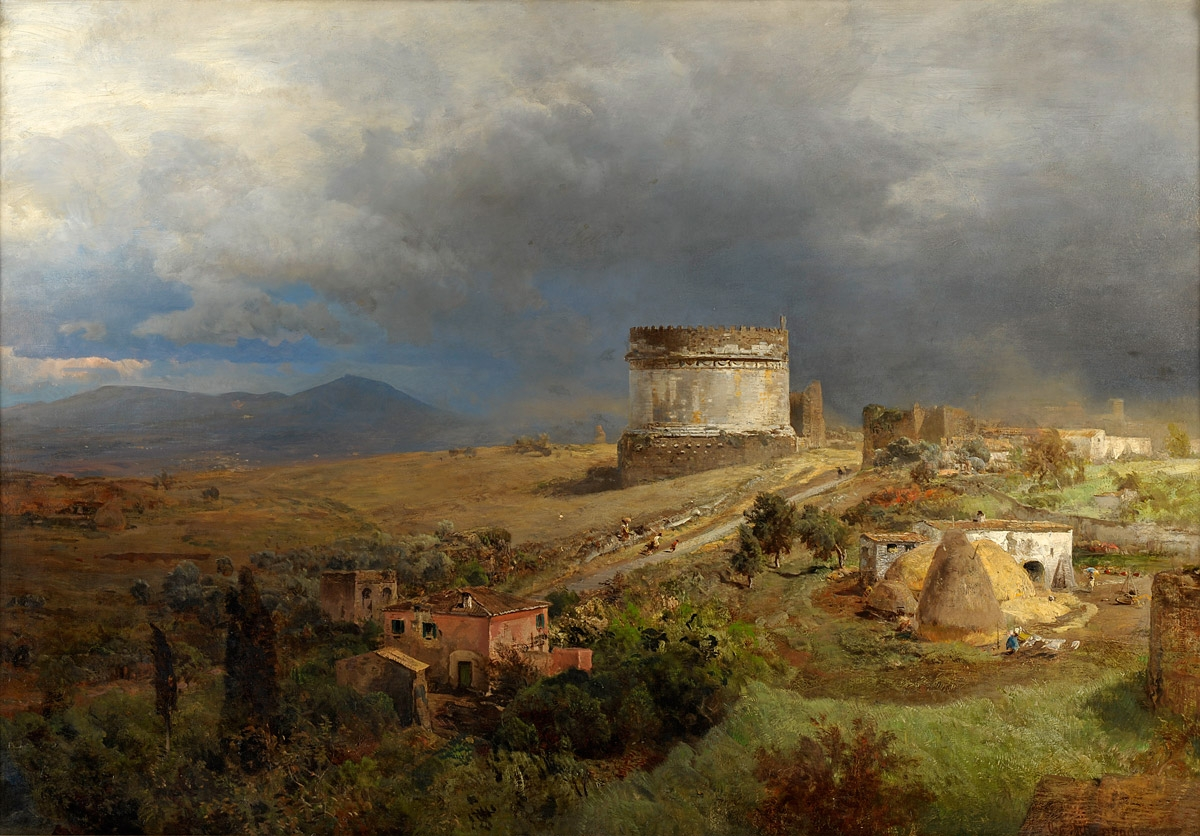
Via Appia amb la tomba de Cecilia Metella, 1886. Col·lecció privada.
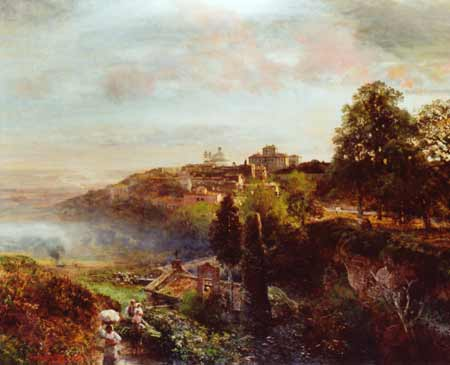
Paisatge italià, 1894. Muzeum Sztuki w Łodzi (Art Museum Łódź).
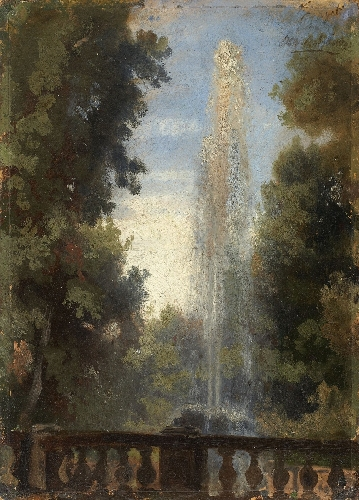
Font a Frascati, 1905. Oli sobre cartró..